# Monte del Rosario
Monte del Rosario es una localidad argentina en el Departamento Río Primero de la Provincia de Córdoba. Se encuentra en el cruce de las rutas provinciales 213 y 207.
Es una zona agrícola. Hay una sede de una empresa internacional que produce semillas de altísima calidad. Antes de la ocupación agrícola la zona presentaba grandes extensiones de monte nativo.

## Población
Cuenta con 114 habitantes (Indec, 2010), lo que representa un descenso del 14% frente a los 133 habitantes (Indec, 2001) del censo anterior.
| Gráfica de evolución demográfica de Monte del Rosario entre 1991 y 2010 |
|                                                                         |
| Fuente: Censos nacionales del INDEC                                     |